# 1287 dans les croisades
- Mamelouks :        Al-Mansûr Sayf ad-Dîn Qala'ûn al-Alfi

Cette page regroupe les évènements concernant les Croisades qui sont survenus en 1287 :
- 19 octobre : mort de Bohémond VII, comte de Tripoli. Sa sœur Lucie lui succède[1].
- Mort de Guillaume Ier de La Roche, duc d'Athènes. Son fils Guy II de La Roche, lui succède[1].